# Aīda Niedra
Aīda Niedra właściwie Ida Niedra, po mężu Salmiņa (ur. 23 marca 1899 w Tirza, zm. 23 listopada 1972 w Santa Monica) – łotewska poetka i pisarka, jedna z najważniejszych powieściopisarek łotewskich.

## Życiorys
Ida Niedra urodziła się 23 marca 1899 r. w niewielkiej wsi w parafii Tirza. W 1919 r. ukończyła szkołę w mieście Kieś i w tym samym roku przeprowadziła się z rodziną do Rygi, gdzie do 1932 r. pracowała w sądzie. W 1929 r. poślubiła członka Sądu Okręgowego Voldemāra Salmiņu. W 1944 r. uciekła z Łotwy i zamieszkała w Esslingen am Neckar w Niemczech. W 1949 r. przeprowadziła się na zachodnie wybrzeże Stanów Zjednoczonych i mieszkała m.in. w Hollywood i Santa Monica.
Jej debiut literacki odbył się w 1920 r. Była pierwszą łotewską poetką, która pisała otwarcie i bez lęku o miłości erotycznej. Później skupiła się głównie na prozie, pisaniu stylistycznie ekspresjonistycznych dzieł, powieści kryminalnych i literaturze psychologicznie realistycznej. W jej poezji widoczny był związek z łotewską naturą. Wiele utworów poświęcała kobietom, ukazując ich przeżycia i świat wewnętrznych doznań. W dziełach prozatorskich widoczne są cechach pozytywistyczne, impresjonistyczne i ekspresjonistyczne. Poruszała współczesne sobie problemy i losy ludzkie osadzone często w jej rodzinnej parafii Tirza. Proza Iksteny koncentrowała się na silnych postaciach kobiecych, które potrafiły szokować współczesnych ówczesnych czytelników temperamentem i erotyzmem. Łotewscy krytycy porównali autorkę do George Sand.
Po przeprowadzce do Ameryki była aktywnym członkiem społeczności łotewskich uchodźców. Na ich prośbę spisała swoje wspomnienia o Łotwie i doświadczenia z lat, w których mieszkała w Rydze. Pisała także o ucieczce z ojczyzny i o społeczności rodaków na obczyźnie. W ciągu swojej 50-letniej kariery literackiej napisała 30 powieści i wiele zbiorów opowiadań. Jest jedną z najważniejszych powieściopisarek łotewskich.

## Wybrane działa

### Poezja
- Erosa elēģijas, 1924
- Dziesminiece, 1935

### Opowiadania
- Svētais vīns, 1928
- Vanagu ligzda, 1937
- Azandas ļaudis, 1943
- Pasaules plauksta, 1952
- Melnās plūmes pie sarkanām lūpām, 1964

### Proza
- Sarkanā vāze, 1927
- Cilvēks ar zelta acīm, 1928
- Grēka ābols, 1931
- Piektais bauslis, 1931
- Pie Azandas upes, 1933
- Salna, 1934
- Ciema spīgana, 1935
- Anna Dzilna, 1936
- Mūžīgā pasaka, 1937
- Vīndedze, 1937
- Sieva, 1938
- Rūžu Kristīne, 1939
- Jēkabs Vilnis, 1939
- No atzīšanas koka, 1939
- Ugunī, 1940
- Kārdinātāja, 1942
- Maija Purene, 1944
- Rožu pelni, 1946
- Maija Purene, 1953
- Trīs Cauņu sievietes, 1954
- Pilsēta pie Daugavas, 1955
- Melnā magone, 1956
- Miera ielas cepurniece, 1957
- Pērles Majores draugs, 1958
- Zelta vārtu pilsēta, 1959
- Ugunis pār Rata kalnu, 1959
- Sieviete ar sarkaniem ērkšķiem, 1961
- Tas trakais kavalieru gads..., 1962
- Holivudas klauns, 1963
- Līgava un sieva, 1963
- Indrānes ozoli šalc, 1965
- Trīs laimes meklētāji, 1966
- Sastapšanās pie Operas kafejnīcas, 1967
- Atkal Eiropā, 1968
- Rīga dienās, nedienās, 1970
- Ādams un Ieva, 1971